# Hoppets hamn
Hoppets hamn är en svensk dokumentärfilm från 2011 i regi av Magnus Gertten.
Filmen skildrar med hjälp av arkivbilder de tusentals koncentrationslägerfångar som kom till Malmö våren 1945 och hur staden mobiliserades för att kunna ta hand om dem.
Hoppets hamn producerades av Lennart Ström och Gertten och fotades av Jon Rudberg. Filmen premiärvisades 9 september 2011 på biograf Spegeln i Malmö och utkom samma år på DVD. Året efter visades den av Sveriges Television och på Tempo dokumentärfestival i Stockholm. Filmen fick ett hedersomnämnande vid en filmfestival i polska Kraków 2012.